# Đại hội Thể thao châu Á 1998
Đại hội Thể thao châu Á 1998 (tiếng Thái: เอเชียนเกมส์ 2541 or เอเชียนเกมส์ 1998),  tên chính thức là Đại hội Thể thao châu Á lần thứ 13 (tiếng Thái: กีฬาเอเชียนเกมส์ครั้งที่ 13) còn được gọi là Asiad XIII hoặc đơn giản là Bangkok 1998 (tiếng Thái: กรุงเทพมหานคร 1998), là một sự kiện thể thao đa môn cấp châu lục được tổ chức tại Bangkok, Thái Lan, từ ngày 6 đến 20 tháng 12 năm 1998. Đại hội bao gồm 377 nội dung thi đấu thuộc 36 môn thể thao và phân môn, với sự tham gia của 6.554 vận động viên đến từ khắp châu Á. Các môn thi đấu thực tế bắt đầu từ ngày 30 tháng 11, tức sớm hơn một tuần so với lễ khai mạc chính thức. Đây là lần cuối cùng Bangkok đăng cai một kỳ đại hội thể thao đa môn cho đến kỳ Đại hội Thể thao Sinh viên Mùa hè năm 2007.
Bangkok được trao quyền đăng cai vào ngày 26 tháng 9 năm 1990, vượt qua hai đối thủ là Đài Bắc (Đài Loan) và Jakarta (Indonesia). Thành phố này trở thành địa điểm đầu tiên tổ chức Á vận hội đến bốn lần, nhưng đây là lần đầu tiên Bangkok chính thức nộp đơn đăng cai. Ba kỳ đại hội trước đó được tổ chức tại đây vào các năm 1966, 1970 và 1978 (hai kỳ sau là do Bangkok đứng ra thay thế các chủ nhà ban đầu rút lui). Buổi lễ khai mạc được cử hành tại Sân vận động Rajamangala và do Quốc vương Thái Lan Bhumibol Adulyadej chủ trì.
Trung Quốc dẫn đầu bảng tổng sắp huy chương, tiếp theo là Hàn Quốc, Nhật Bản và Thái Lan. Đoàn Thái Lan đã lập kỷ lục mới với 24 huy chương vàng. Vận động viên điền kinh người Nhật Bản Koji Ito được vinh danh là VĐV xuất sắc nhất (MVP) của kỳ đại hội. Với Thái Lan, đây được coi là một trong những thành tựu nổi bật nhất trong lịch sử phát triển thể thao hiện đại của đất nước.

## Quá trình đấu thầu
Ba thành phố đã nộp đơn xin đăng cai tổ chức Á vận hội 1998, gồm Đài Bắc (Trung Hoa Đài Bắc), Jakarta (Indonesia) và Bangkok (Thái Lan). Tất cả đều nộp đơn chính thức vào năm 1989. Đây là lần đầu tiên Thái Lan chính thức đề xuất đăng cai Á vận hội, bởi ba kỳ tổ chức trước đó Bangkok đều được chọn làm chủ nhà thay thế.
Cuộc bỏ phiếu được tổ chức vào ngày 27 tháng 9 năm 1990 tại khách sạn China Palace Tower ở Bắc Kinh, Trung Quốc, trong khuôn khổ kỳ họp Đại hội đồng lần thứ 9 của Hội đồng Olympic châu Á (OCA) được tổ chức cùng thời điểm với Đại hội Thể thao châu Á 1990. Tất cả 37 thành viên đều tham gia bỏ phiếu bằng hình thức phiếu kín. Bangkok được công bố là thành phố chiến thắng trong cuộc bỏ phiếu đăng cai Á vận hội lần đầu tiên. Mặc dù kết quả chính thức không được công bố, nhưng sau đó bị rò rỉ ra rằng Bangkok giành chiến thắng với tỉ số phiếu là 20–10–7.
Bangkok trở thành thành phố đầu tiên đăng cai Á vận hội bốn lần — vào các năm 1966, 1970, 1978 và 1998 — và đây là lần đầu tiên thành phố chính thức tham gia quá trình đấu thầu đăng cai.
Cần ít nhất 19 phiếu để được chọn làm chủ nhà.
| Thành phố | Quốc gia          | Phiếu bầu |
| Bangkok   | Thái Lan          | 20        |
| Đài Bắc   | Trung Hoa Đài Bắc | 10        |
| Jakarta   | Indonesia         | 7         |

## Linh vật
Linh vật lần này là một chú voi và mặc áo logo của Asiad lần thứ 13

## Lễ khai mạc
Lễ khai mạc bắt đầu lúc 17:00 giờ địa phương vào ngày 6 tháng 12 năm 1998. Sự kiện có sự tham dự của Quốc vương Thái Lan Bhumibol Adulyadej, Chủ tịch Ủy ban Olympic Quốc tế Juan Antonio Samaranch và Chủ tịch Hội đồng Olympic châu Á Sheikh Ahmed Al-Fahad Al-Ahmed Al-Sabah. Các quốc gia lần lượt diễu hành theo thứ tự chữ cái tên nước viết bằng tiếng Thái trong phần diễu hành của các đoàn thể thao.

## Các quốc gia tham dự
| - Bahrain - Bangladesh - Bhutan - Brunei - Campuchia - Trung Quốc - Đài Bắc Trung Hoa - Hồng Kông - Ấn Độ - Indonesia - Iran - Nhật Bản - Jordan - Kazakhstan | - Kuwait - Kyrgyzstan - Lào - Liban - Ma Cao - Malaysia - Maldives - Mông Cổ - Myanmar - Nepal - CHDCND Triều Tiên - Oman - Pakistan - Palestine | - Philippines - Qatar - Singapore - Hàn Quốc - Sri Lanka - Syria - Tajikistan - Thái Lan - Turkmenistan - UAE - Uzbekistan - Việt Nam - Yemen |

Ả Rập Xê Út tẩy chay sự kiện với lý do được đưa ra là vì đại hội diễn ra trong tháng Ramadan. Tuy nhiên, sau này người ta phát hiện rằng động cơ thực sự là do mối quan hệ ngoại giao căng thẳng giữa Ả Rập Xê Út và Thái Lan, vốn đã xấu đi sau Vụ án Kim Cương Xanh. Tuy vậy, vẫn có một đại diện của Ả Rập Xê Út tham gia diễu hành trong lễ khai mạc.

## Môn thi đấu
| - Thể thao dưới nước - Nhảy cầu () - - Bơi lội () - - Bơi nghệ thuật () - - Bóng nước () - Bắn cung () - Điền kinh () - Cầu lông () - Bóng chày () - Bóng rổ () - Bowling () | - Quyền anh () - Đua thuyền () - Thể thao bi-a () - Đua xe đạp () - Đua ngựa () - Đấu kiếm () - Khúc côn cầu () - Bóng đá () - Golf () - Thể dục dụng cụ () | - Bóng ném () - Judo () - Kabaddi () - Karate () - Chèo thuyền () - Bóng bầu dục () - Sailing () - Cầu mây () - Bắn súng () - Bóng mềm () | - Soft tennis () - Bóng quần () - Bóng bàn () - Taekwondo () - Quần vợt () - Bóng chuyền () - Cử tạ () - Đấu vật () - Wushu () |

## Bảng tổng sắp huy chương
| Hạng                | Đoàn                    | Vàng | Bạc | Đồng | Tổng số |
| ------------------- | ----------------------- | ---- | --- | ---- | ------- |
| 1                   | Trung Quốc (CHN)        | 129  | 78  | 67   | 274     |
| 2                   | Hàn Quốc (KOR)          | 65   | 46  | 53   | 164     |
| 3                   | Nhật Bản (JPN)          | 52   | 61  | 68   | 181     |
| 4                   | Thái Lan (THA)          | 24   | 26  | 40   | 90      |
| 5                   | Kazakhstan (KAZ)        | 24   | 24  | 30   | 78      |
| 6                   | Đài Bắc Trung Hoa (TPE) | 19   | 17  | 41   | 77      |
| 7                   | Iran (IRI)              | 10   | 11  | 13   | 34      |
| 8                   | CHDCND Triều Tiên (PRK) | 7    | 14  | 12   | 33      |
| 9                   | Ấn Độ (IND)             | 7    | 11  | 17   | 35      |
| 10                  | Uzbekistan (UZB)        | 6    | 22  | 12   | 40      |
| 11                  | Indonesia (INA)         | 6    | 10  | 11   | 27      |
| 12                  | Malaysia (MAS)          | 5    | 10  | 14   | 29      |
| 13                  | Hồng Kông (HKG)         | 5    | 6   | 6    | 17      |
| 14                  | Kuwait (KUW)            | 4    | 6   | 4    | 14      |
| 15                  | Sri Lanka (SRI)         | 3    | 0   | 3    | 6       |
| 16                  | Pakistan (PAK)          | 2    | 4   | 9    | 15      |
| 17                  | Singapore (SIN)         | 2    | 3   | 9    | 14      |
| 18                  | Qatar (QAT)             | 2    | 3   | 3    | 8       |
| 19                  | Mông Cổ (MGL)           | 2    | 2   | 10   | 14      |
| 20                  | Myanmar (MYA)           | 1    | 6   | 4    | 11      |
| 21                  | Philippines (PHI)       | 1    | 5   | 12   | 18      |
| 22                  | Việt Nam (VIE)          | 1    | 5   | 11   | 17      |
| 23                  | Turkmenistan (TKM)      | 1    | 0   | 1    | 2       |
| 24                  | Kyrgyzstan (KGZ)        | 0    | 3   | 3    | 6       |
| 25                  | Jordan (JOR)            | 0    | 3   | 2    | 5       |
| 26                  | Syria (SYR)             | 0    | 2   | 4    | 6       |
| 27                  | Nepal (NEP)             | 0    | 1   | 3    | 4       |
| 28                  | Ma Cao (MAC)            | 0    | 1   | 0    | 1       |
| 29                  | Bangladesh (BAN)        | 0    | 0   | 1    | 1       |
| 29                  | Brunei (BRU)            | 0    | 0   | 1    | 1       |
| 29                  | Lào (LAO)               | 0    | 0   | 1    | 1       |
| 29                  | Oman (OMA)              | 0    | 0   | 1    | 1       |
| 29                  | UAE (UAE)               | 0    | 0   | 1    | 1       |
| Tổng số (33 đơn vị) | Tổng số (33 đơn vị)     | 378  | 380 | 467  | 1225    |